# (3059) Pryor
(3059) Pryor (1981 EF23; 1950 AE; 1979 SN3) ist ein ungefähr fünf Kilometer großer Asteroid des inneren Hauptgürtels, der am 3. März 1981 vom US-amerikanischen Astronomen Schelte John Bus am Siding-Spring-Observatorium in der Nähe von Coonabarabran, New South Wales in Australien (IAU-Code 260) entdeckt wurde.

## Benennung
(3059) Pryor wurde nach Carlton P. Pryor benannt, der als Student am Planet-Crossing Asteroid Survey teilnahm, später als Astronom am Vanderbilt University und heute als Forschungsstipendiat an der Rutgers University tätig ist.